# バスウェイ (観光バス)
株式会社バスウェイ (BusWay Co.,Ltd.) は、東京都清瀬市に本社を置く貸切バス専業のバス事業者である。東京バス協会会員。

## 概要
2001年（平成13年）設立。バス愛好家団体を前身とする異色の経歴を持つ事業者である。
同社の社長と運行部長はともに大手バス会社（社長が西武バス、運行部長が関東バス）で勤務歴があり、当時刊行されていたバス趣味雑誌『バスメディア』をきっかけに交流を持つこととなり、バス趣味団体「東京バスリサーチ」を結成。日本国内外の日産ディーゼル・U32型バスの写真を撮影して回ったあと、1996年に現社長の当時の勤務先であった西武バスから中古でP-U32Lを購入したことがきっかけとなり、バス趣味が高じてバスウェイが設立されることとなった。
近年は、コミックマーケット開催期間中に、会場直行バス「有明コミックドリーム」と「AKIBA EXPRESS ありあけ号・けよりな号」を催行している。後者については栃木県のバス愛好家団体「アキバエクスプレス」が催行していた自主運行バスを同社が引き継いだものである。

### 事業所
- 本社 - 東京都清瀬市下宿2-419-1
- 車庫 - 埼玉県新座市大和田

## 沿革
- 1996年（平成8年）- 前身となるバス愛好家団体「東京バスリサーチ」を設立。
- 2001年（平成13年）9月5日 - 有限会社バスウェイを設立、埼玉県東松山市松山で創業[1]（東京バスリサーチを法人化）。
- 2002年（平成14年）4月1日 - 事業区域を埼玉県全域とし、大型4台・小型1台で貸切バスの営業を開始[1]。
- 2005年（平成17年）
  - 2月7日 - 有限会社から株式会社へ改組[1]。
  - 6月3日 - 本社営業所を現在地へ、車庫を埼玉県所沢市南永井へ移転[1]。事業区域を東京都（島しょを除く）とし、埼玉県から撤退[1]。
- 2006年（平成18年）
  - 4月26日 - 事業区域に埼玉県新座市・所沢市を追加[1]。
  - 8月7日 - 車庫を埼玉県新座市大和田3丁目へ移転[1]。
  - 11月26日 - 第二種旅行業免許を取得[1]。
- 2017年（平成29年）1月 - 大島旅客自動車との業務協力により、保有するバス1台と乗務員1名を同社に派遣。
- 2018年（平成30年）
  - 1月 - 前年に引き続き、大島旅客自動車へ日野・セレガRを派遣。
  - 3月28日 - 東京バス協会に加盟[1][2]。
  - 12月 - 道路拡幅工事に伴い、車庫を移転[2]。
- 2019年（平成31年）1月 - 大島旅客自動車へバス派遣。
- 2020年（令和2年）1月 - 大島旅客自動車へバス派遣。今回は、日野・セレガRと三菱ふそう・エアロエースの2台[3]。
- 2023年（令和5年）1月 - 高速乗合バス管理受託認可。高速バス「Dts line（運行:Dts creation）の受託運行に参入[4][5]。
- 2025年（令和6年）1月 - 大島旅客自動車へバス派遣。

## 車両
設立初期には社長の元勤務先であった西武バスから移籍した一般路線車や、東京都交通局から移籍した車両などを保有していた。過去にはスーパーハイデッカー車や小型車両を保有していた時期もあり、中には当時の役員が個人所有の後、バスウェイへ現物供与という形で導入された車両もあった。
2023年現在では日野自動車・三菱ふそうトラック・バス製の車両を保有しており、全てハイデッカー車で統一されている。東京進出時に初の新車で導入された日野・セレガRFDを皮切りに、数年に1回のペースで自社発注で車両代替を実施している。2018年には、業務協力を結んでいる大島旅客自動車からトヨタ・ハイエースが移籍導入された。保有車両のうち、三菱ふそう・エアロエースは2023年に入り車外スピーカーや降車ボタンが設置され、高速バス兼用車両となった。
自社に点検設備を有していないため、車両点検は東京日野自動車及び南関東ふそう、運行部長の元勤務先である関東バスに委託していることを公表している。
経営陣が鉄道ファンでもあるため、前述のハイエースを除き、保有するバスのカラーリングは西日本旅客鉄道（JR西日本）がかつて急行きたぐに用に保有していた583系電車の塗装を模したデザインを採用している。